# 賈克·彼得森
賈克·羅素·彼得森（英語：Joc Russell Pederson，1992年4月21日—），為美國職棒大聯盟的外野手，目前效力於德州遊騎兵，他先前曾效力於道奇、小熊、勇士、巨人與響尾蛇等隊。他於2010年美國職棒大聯盟選秀第11輪被道奇隊選走，並於2014年登上大聯盟。他的父親Stu Pederson曾在1985年效力過道奇隊。
2013年世界棒球經典賽，彼得森曾代表以色列國家隊參加資格賽。2015年，他參加全壘打大賽並打進最終戰，不過最後輸給地主球員陶德·弗雷澤。2017年世界大賽，他在前6場比賽都有擊出安打和得分。

## 職業生涯

### 洛杉磯道奇
2014年
該年9月，彼得森進入球隊的40人名單中。並在9月1日登上大聯盟， 他在生涯第二場比賽擊出大聯盟首安。該年他只有28個打席，而且只擊出4支安打。
2015年
2014年球季結束後，球隊將陣中老將麥特·坎普交易。彼得森也補上了坎普的外野空缺。當時大聯盟官網將他評為新秀第13名，外野新秀第2名。
4月12日，彼得森擊出大聯盟生涯首轟。5月1日，他擊出生涯首發滿貫砲。隔天，他達成連續4場開幕的紀錄。成為隊史最年輕達成此成就的球員。
該年彼得森入選明星賽，他成為球隊繼1995年的野茂英雄後，第一位入選明星賽的新人。而他也頂替受傷的麥特·哈勒戴先發。另外他還以第4種子身分參加全壘打大賽，不過最後在決賽輸給紅人隊的陶德·弗雷澤。
該年他出賽151場比賽，打擊率2成10，26轟54分打點。其中26轟是道奇隊史新秀第二多的紀錄，僅次於麥克·皮耶薩的35轟。92次保送則是道奇菜鳥隊史第三多。不過他單季吞下170次三振也追平了麥特·坎普的隊史紀錄。而棒球雜誌Baseball America在評選大聯盟菜鳥明星隊時，彼得森也名列其中。
2016年
6月28日，彼得森在一次撲接飛球後造成肩鎖關節受傷。最後他進入傷兵名單，直到7月19日才重返球場。
該年他出賽137場比賽，打擊率2成46，25轟68分打點。他也成為道奇隊史上第一位連續兩季達成單季25轟的打者。
2017年
4月3日，彼得森在開幕戰擊出滿貫砲。這是道奇隊17年來第一次有球員在開幕戰擊出滿貫砲。5月23日，他因為和隊友亞塞爾·普伊格發生衝撞，因此進入傷兵名單。8月19日，由於球隊從大都會隊交易來柯蒂斯·格蘭德森，所以彼得森被下放小聯盟。該年他的打擊率僅2成12，11轟35分打點。
這一年的季後賽，彼得森達成連續5場擊出長打打破隊史紀錄。他在世界大賽的打擊率為3成33，3轟5分打點。他連續5場比賽擊出長打追平世界大賽紀錄，而他在前6場比賽都有擊出安打和得分則是世界大賽史上頭一遭。
2018年
該年他與球隊簽下1年260萬美元的合約，以避免薪資仲裁。9月19日，他擊出單季第8支首打席全壘打，打破了隊史紀錄。而他在2018年國家聯盟分區賽第一場也擊出了首打席全壘打。
該年他的打擊率為2成48，25轟56分打點。
2019年
該年他與球隊簽下1年500萬美元的合約。5月14日，他面對教士隊的Chris Paddack擊出生涯百轟。而他也參加了這一年的全壘打大賽，不過他在準決賽輸給了藍鳥隊新秀小弗拉迪米爾·葛雷諾。
該年他出賽149場比賽，打擊率2成49，36轟74分打點。他在2019年國家聯盟分區賽第一場就擊出全壘打，不過道奇最後2勝3敗輸給國民。

### 芝加哥小熊
2021年1月28日，彼得森與小熊隊簽下1年700萬美元的合約。該年他出賽73場比賽，打擊率為2成30，並敲出11轟與39分打點。

### 亞特蘭大勇士
2021年7月15日，小熊隊因為進入重建，因此將彼得森交易到勇士，換來新秀Bryce Ball。在小羅納德·阿庫尼亞受傷後，彼得森便擔任球隊的右外野手。他在7月17日敲出在勇士隊的首轟。該年他在勇士隊的打擊率為2成49，並敲出7轟與22分打點。

## 國際賽
2012年9月，年僅20歲的彼得森代表以色列國家隊參加2013年世界棒球經典賽資格賽，他是球隊裡最年輕的球員。他的打擊率3成08為全隊第二高，而且還有3次盜壘成功。不過球隊最後遭到西班牙隊淘汰。

## 獲獎與榮譽
2019年11月，彼得森入選北加州猶太運動名人堂。

## 個人生活
彼得森於2018年1月結婚。2018年10月，彼得森的女兒出生。而他現居加州的影視城。

## 外部連結
- 球員資訊和成績在MLB ，ESPN ，Retrosheet ，Baseball Reference ，Baseball Reference (Minors) ，Fangraphs ，The Baseball Cube （英文）
- 賈克·彼得森的X（前Twitter）
- 賈克·彼得森的Instagram帳戶
- 賈克·彼得森在台灣棒球維基館上的頁面（繁體中文）